# Camposcia retusa
Camposcia retusa is een krabbensoort uit de familie van de Inachidae. De wetenschappelijke naam van de soort is voor het eerst geldig gepubliceerd in 1829 door Latreille.